# Hans Wallat
Hans Wallat est un chef d'orchestre allemand, né à Berlin le 18 octobre 1929 et mort à Hilden le 11 décembre 2014.

## Biographie
Hans Wallat reçoit sa formation musicale à Schwerin auprès de Rudolf Neuhaus (de). Outre son passage comme chef d'orchestre au Nationaltheater Mannheim, au Théâtre de Dortmund (de) et au Deutsche Oper am Rhein, il a dirigé au Festival de Bayreuth en place de Karl Böhm, au Wiener Staatsoper, au Metropolitan Opera, au Théâtre Colón, au Théâtre Bolchoï, à l'Orchestre philharmonique de Munich et à l'Orchestre philharmonique de Berlin. Il est l'un des rares chefs d'orchestre à avoir été invité à diriger en Union Soviétique pendant la Guerre froide.

## Répertoire
Durant sa carrière, Hans Wallat privilégie des œuvres du répertoire allemand. Il a dirigé plus de 90 fois la Tétralogie de Wagner et passe pour être un des meilleurs connaisseurs du cycle du Ring. Il a été l'une des figures majeures du Richard Wagner Festival Wels (de).